# Am Tag, als der Regen kam (Lied)
Am Tag, als der Regen kam ist der Titel der von Dalida 1959 gesungenen deutschsprachigen Coverversion eines französischen Chansons, die sich zum größten Erfolg der Sängerin in Deutschland entwickelte.

## Entstehungsgeschichte

Dalida: Gondolier / Le jour où la pluie viendra

Gilbert Bécaud (Musik) komponierte zusammen mit Pierre Delanoë (Text) 1957 das Chanson Le jour où la pluie viendra („Der Tag, an dem der Regen kommen wird“). Der Komponist Bécaud führte es als Erster am 10. Oktober 1957 live im Pariser Olympia auf. Es erschien als Studioaufnahme am 30. November 1957 als B-Seite seiner Single Il fait des bonds… (Marconi 7 GF 437) und im Januar 1958 auf der EP La Ville mit dem Orchester Raymond Bernard (Marconi 7 EGF 296). Dalida übernahm ihre Version mit dem Orchester Raymond Lefèvre auf ihre EP Gondolier (With All My Heart), die im Dezember 1957 (Barclay 70116) erschien. Sie war bei dem Pariser Plattenlabel Barclay Records, das Nicole und Eddie Barclay gehörte, seit 1956 unter Vertrag. In Frankreich erhielt sie bereits am 17. September 1957 ihre erste Goldene Schallplatte für über 300.000 verkaufte Singles von Bambino (Februar 1957; Rang 1 in der Hitparade von Frankreich).
In Deutschland war Dalida bei dem  im April 1958 gegründeten Plattenlabel Ariola unter Vertrag. Als Ernst Bader zu Bécauds Melodie einen deutschen Text unter dem Titel Am Tag, als der Regen kam verfasste, produzierte der in Paris lebende deutschstämmige Musikverleger Rolf Marbot mit Dalida im Pariser Barclay-Studio den Hit in der deutschen Fassung. Im Text wird die auf Regen wartende, ausgetrocknete Naturlandschaft in einer Allegorie mit einer Sehnsucht auf Liebe verglichen.

## Veröffentlichung und Erfolg

Dalida: Am Tag, als der Regen kam

Die Single Am Tag, als der Regen kam / Melodie aus alter Zeit (Ariola 35 686) mit dem Orchester Raymond Lefèvre erschien im Mai 1959 als erste Single Dalidas in Deutschland. Das Orchester hatte sie auch bereits bei ihrer Originalaufnahme begleitet. Sie landete damit ihren ersten und erfolgreichsten deutschen Hit. Das Schlechtwetter-Lied erreichte im „Jahrhundertsommer“ 1959 ab 1. August für sieben Wochen Rang eins der deutschen Hitparade. In der Jahreshitparade der Fachzeitschrift Musikmarkt belegte es Rang 6. Am 15. Juli 1959 erschien die deutsche Musikfachzeitschrift „Musikmarkt“ mit Dalida auf dem Cover. Über Dalidas Hit urteilte die Zeitschrift, dass es sich um „eine gewonnene Schlacht für den gepflegten, niveauvollen Schlager“ handele. In der Musikmarkt-„Schallplatten-Bestseller“ rangierte sie auf Rang 2. Für mehr als 300.000 verkaufte Exemplare erhielt sie die Goldene Schallplatte. Der Erfolg Dalidas war auch auf das mit dem zwischen Ariola und dem Bertelsmann Lesering abgestimmte Marketing zurückzuführen.

## Coverversionen
Insgesamt gibt es vom französischen Original mindestens 36 Coverversionen. Noch im Jahre 1959 gab es mindestens acht deutsche Fassungen, die am Erfolg der Regenballade teilhaben sollten. Darunter waren Versionen von Renee Ray (Renée Franke; März 1959), Roberto Blanco (Philips 345145), Tony Sandler (Ariola 35 704), Liane Augustin, eine Trompetenversion von Heinz Schachtner und Jenny Petra. Bereits 1958 hatte es eine englischsprachige Version mit dem Text von Carl Sigman unter dem Titel The Day the Rains Came gegeben. Jane Morgan übernahm im August 1958 diese Fassung (US-Rang 21), die im Dezember 1958 in Großbritannien auf den Markt kam und dort am 23. Januar 1959 zum Nummer-eins-Hit wurde. Maureen Evans (Januar 1959) und Helen Shapiro (EP Tops With Me; März 1962) brachten weitere englische Versionen heraus. Dalida hatte inzwischen in ihrer italienischen Heimatsprache den Titel als La pioggia cadrà („Der Regen fällt“; Februar 1959) herausgebracht.
Der Dalida-Hit kam in zwei Kinofilmen vor, und zwar in Mädchen für die Mambo-Bar (Premiere: 23. Juli 1959) und Am Tag, als der Regen kam; dieser wurde zwischen September und Oktober 1959 in Berlin und München gedreht (Premiere am 24. November 1959 in Stuttgart) und übernahm die von Dalida gesungene Fassung sowie eine Instrumentalversion vom Orchester Martin Böttcher. Am 17. November 1959 erhielt Dalida den Bronzenen Löwen von Radio Luxemburg in Wiesbaden. Dalida brachte im Oktober 1985 einen Disco-Remix heraus.
Barbara Sukowa singt das Chanson 1981 in einer Bühnenszene des Films Lola von Regisseur Rainer Werner Fassbinder (1945–1982).